# Naisey-les-Granges
Naisey-les-Granges är en kommun i departementet Doubs i regionen Bourgogne-Franche-Comté i östra Frankrike. Kommunen ligger i kantonen Roulans som tillhör arrondissementet Besançon. År 2022 hade Naisey-les-Granges 822 invånare.

## Befolkningsutveckling
Antalet invånare i kommunen Naisey-les-Granges
Referens:INSEE